# Marajó (G27)
Marajó (G27) je tanker brazilského námořnictva. Jedná se o staré plavilo provozované od roku 1968.

## Pozadí vzniku

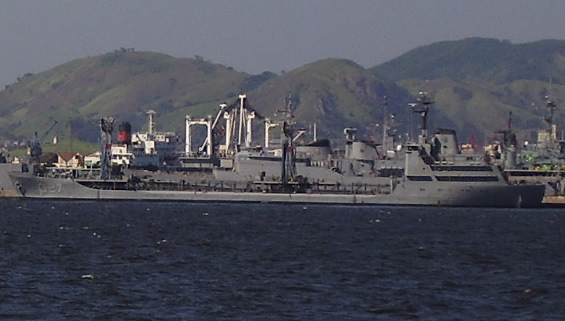
Marajó (G27)

Tanker postavila loděnice Ishikawajima do Brasil Estaleiros (ISHIBRAS) v Rio de Janeiro. Plavidlo bylo na vodu spuštěno 31. ledna 1968 a do služby bylo zařazeno 22. října 1968.

## Konstrukce
Kapacita tankeru je 6600 tun paliva. Pohonný systém tvoří jeden diesel Sulzer GRD 68 o celkovém výkonu 8000 hp, pohánějící jeden lodní šroub. Nejvyšší rychlost dosahuje 13,5 uzlu.